# Implant pénien
Une prothèse pénienne, ou implant pénien, est un dispositif médical qui est implanté chirurgicalement dans les corps caverneux du pénis afin de faciliter l'érection. Il est utilisé pour traiter la dysfonction érectile. Il est posé lors d'une intervention chirurgicale. Le dispositif est indiqué pour les hommes impuissants ou ayant une dysfonction érectile, qui résulte de plusieurs conditions physiques, telles que les maladies cardiovasculaires, le diabète, le traumatisme pelvien, la maladie de la Peyronie, ou d'un cancer de la prostate. Moins fréquemment, une prothèse pénienne peut également être utilisée dans l'étape finale de la chirurgie plastique de la phalloplastie, dans le cadre de la chirurgie de réattribution sexuelle Ftm, ainsi que pour des patients adultes qui ont besoin de modifications génitales. Bien qu'il existe de nombreux types d'implants, la plupart se répartissent en deux catégories: malléables et gonflables.

## Historique des implants péniens
La première reconstruction prothétique moderne d'un pénis est attribuée à NA Borgus, un médecin allemand qui a effectué les premières tentatives chirurgicales en 1936 sur des soldats ayant subi une amputation traumatique du pénis. Il a utilisé des cartilages de côtes comme matériel prothétique et reconstruit les organes génitaux à la fois pour la miction et les rapports sexuels. Willard E. Goodwin et William Wallace Scott ont été les premiers à décrire le placement d'implants péniens synthétiques à l'aide de prothèses acryliques en 1952. Les implants péniens à base de silicone ont été développés par Harvey Lash et la première série de cas a été publiée en 1964. Le développement d'un silicone de haute qualité qui est actuellement utilisé dans les implants péniens est attribué à la NASA. Les prototypes des implants péniens gonflables et malléables contemporains ont été présentés en 1973 lors de la réunion annuelle de l'American Urological Association par deux groupes de médecins de l'Université Baylor (Gerald Timm, William E. Bradley et F. Brantley Scott) et de l'Université de Miami (Michael P. Small et Hernan M. Carrion),,. Small et Carrion ont été les pionniers de la popularisation des implants péniens semi-rigides avec l'introduction de la prothèse Small-Carrion (Mentor, USA) en 1975. Brantley Scott a décrit le dispositif initial comme composé de deux corps cylindriques gonflables en silicone, un réservoir contenant des radio-opaques fluide et deux unités de pompage. Les produits de première génération ont été commercialisés par American Medical Systems (AMS; actuellement Boston Scientific), auquel Brantley Scott était associé,. De nombreuses mises à jour d'appareils ont été publiées par AMS depuis les implants de première génération. En 1983, Mentor (actuellement Coloplast) a rejoint le marché. En 2017, il y avait plus de dix fabricants d'implants péniens dans le monde, mais seuls quelques-uns restent sur le marché. L'un des ajouts récents sur le marché vient Zephyr Surgical Implants, qui a introduit la première gamme d'implants péniens gonflables et malléables conçus pour les phalloplasties et principalement les hommes trans. Au cours des dernières années, Rigicon Innovative Urological Solutions, une entreprise basée aux États-Unis, a réalisé des avancées significatives dans le domaine des implants péniens. En 2017, ils ont lancé le 'Rigi10,' un implant malléable qui a élargi les options du marché. À la suite de cela, en 2019, ils ont introduit à la fois la série 'Infla10', qui comprend les modèles Infla10 AX, Infla10 X, et Infla10, ainsi que le 'Rigi10 Hydrophilic.' Ces modèles gonflables et malléables revêtus d'hydrophile ont été respectivement des ajouts importants à la gamme des technologies d'implants péniens disponibles. Ces avancées ont contribué à la diversité et au progrès dans le développement des implants péniens, offrant aux patients des solutions de traitement plus variées et personnalisées,.
Selon l'analyse des fichiers à usage public de Medicare de 2001 à 2010, environ 3% des patients diagnostiqués avec une dysfonction érectile optent pour une implantation pénienne. Chaque année, près de 25 000 prothèses péniennes gonflables sont implantées aux États-Unis.
La liste présente les implants péniens disponibles sur le marché en 2020:

| Produit                                         | Société                                                 | Pays d’origine | Type d’implant | Présenté en |
| ----------------------------------------------- | ------------------------------------------------------- | -------------- | -------------- | ----------- |
| AMS Spectra                                     | Boston Scientific (auparavant American Medical Systems) | États-Unis     | Malléable      | 2009        |
| Tactra                                          | Boston Scientific (auparavant American Medical Systems) | États-Unis     | Malléable      | 2019        |
| Genesis                                         | Coloplast                                               | États-Unis     | Malléable      | 2004        |
| ZSI 100, ZSI 100 FtM et ZSI 100 D4              | Zephyr Surgical Implants                                | Suisse         | Malléable      | 2012        |
| Tube                                            | Promedon                                                | Argentine      | Malléable      | 2007        |
| AMS Ambicor                                     | Boston Scientific (auparavant American Medical Systems) | États-Unis     | Gonflable      | 1994        |
| AMS 700 séries (LGX, CX, CXR)                   | Boston Scientific (auparavant American Medical Systems) | États-Unis     | Gonflable      | 1983        |
| Titan                                           | Coloplast                                               | États-Unis     | Gonflable      | 2002        |
| ZSI 475 et ZSI 475 FtM                          | Zephyr Surgical Implants                                | Suisse         | Gonflable      | 2012        |
| Infla10 séries (Infla10, Infla10 X, Infla10 AX) | Rigicon Innovative Urological Solutions                 | États-Unis     | Gonflable      | 2019        |
| Rigi10                                          | Rigicon Innovative Urological Solutions                 | États-Unis     | Malléable      | 2017        |
| Rigi10 Hydrophilic                              | Rigicon Innovative Urological Solutions                 | États-Unis     | Malléable      | 2019        |
|                                                 |                                                         |                |                |             |

## Types de dispositifs

### Implant pénien malléable

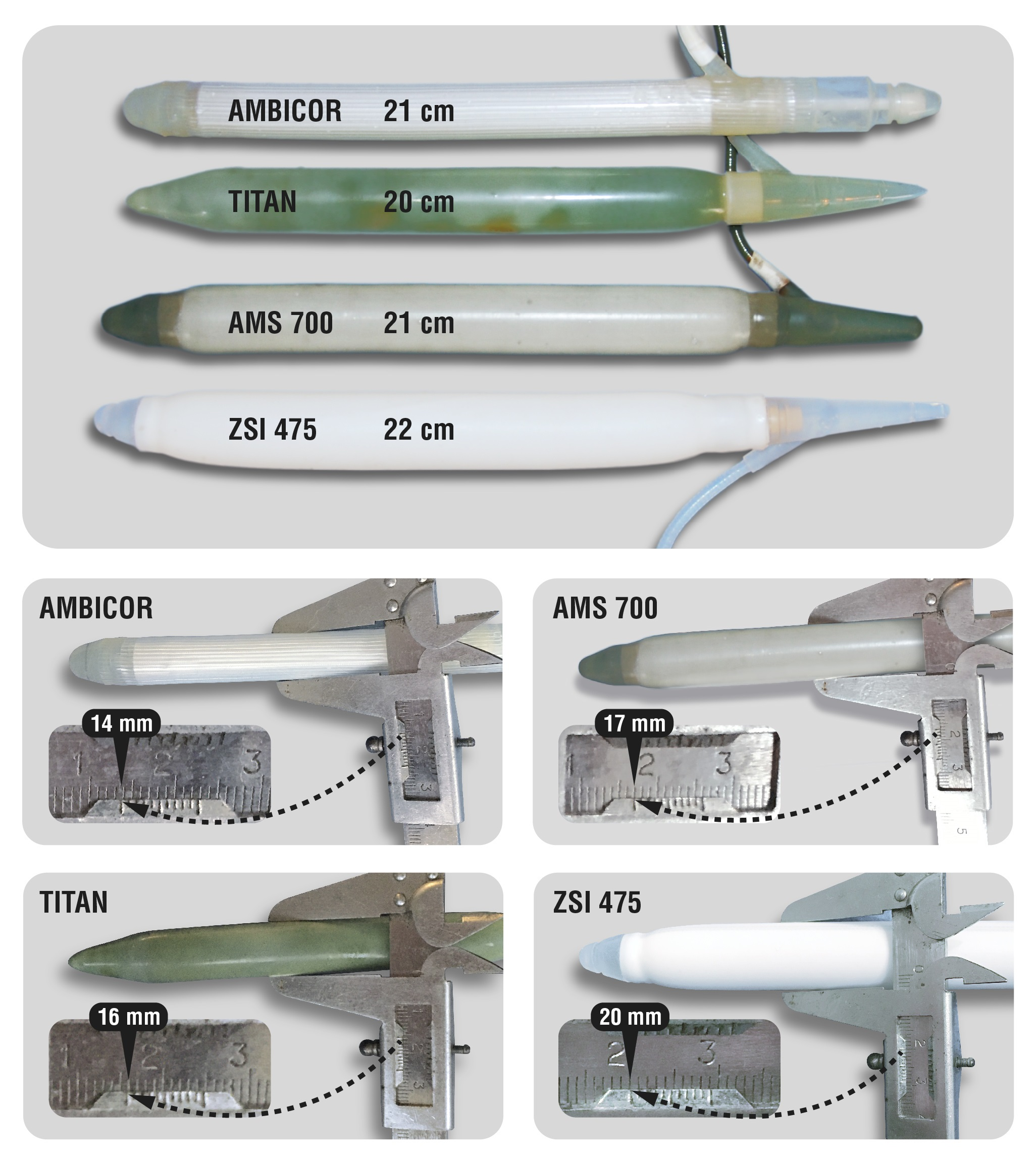
Comparaison d'implants péniens (diamètres des cylindres gonflés et longueurs)

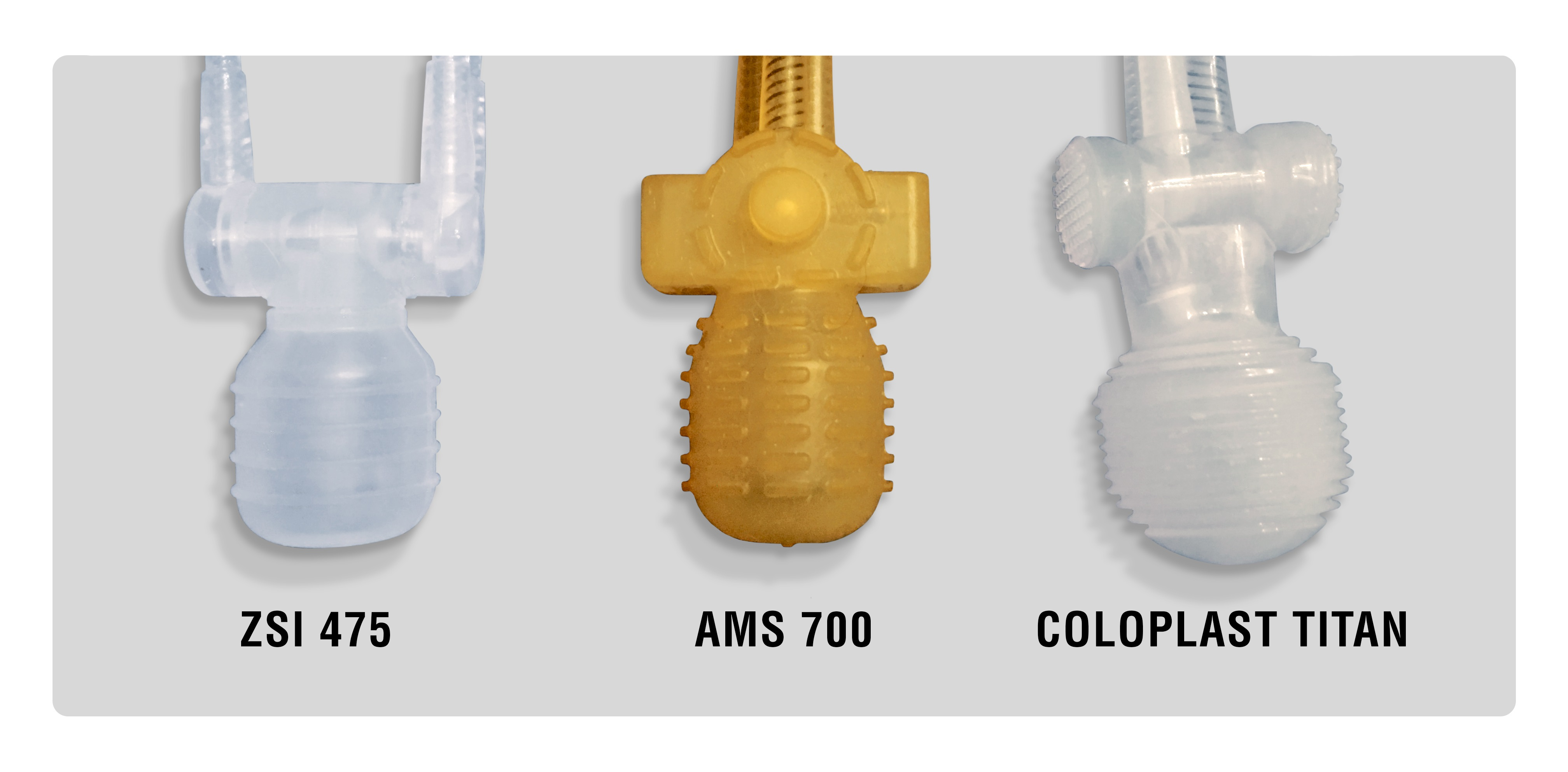
Comparaison du design de pompes

La prothèse pénienne malléable (également connue sous le nom de prothèse semi-rigide) est constituée d'une paire de cylindres implantés dans les corps caverneux du pénis. Les deux cylindres sont rigides mais « malléables », dans le sens où ils peuvent être ajustés manuellement en position droite ou courbée vers le bas. Il existe deux types d'implants malléables : l'un en silicone et sans tige malléable à l'intérieur, également appelé « implant souple », et l'autre avec une âme en fil spiralé en argent ou en acier à l'intérieur recouverte de silicone. Certains modèles ont des extrémités ajustables destinées au réglage de la longueur. Actuellement, plusieurs types d'implants péniens malléables sont disponibles dans le monde.

### Implant pénien gonflable
L'implant pénien gonflable consiste en une paire de cylindres gonflables associé à un système de pompe. Il existe deux types d'implants péniens gonflables : les implants en deux parties et les implants en trois parties. Ces deux types d'appareils sont remplis d'une solution saline stérile qui est pompée d’un réservoir vers les cylindres gonflables pour obtenir une érection. Les cylindres gonflables sont implantés dans le corps caverneux du pénis. Le système de pompe relié aux cylindres est placé dans le scrotum. Les implants en trois parties sont composés d’un réservoir, d’une pompe et d’une paire de cylindres gonflables. Le réservoir est généralement placé dans l'espace rétropubien (espace de Retzius). Les implants en trois parties offrent une bonne rigidité ressemblant à une érection naturelle. De plus, en raison de la présence d'un grand réservoir, les implants en trois pièces offrent une flaccidité totale du pénis lorsqu'ils sont dégonflés, apportant un meilleur confort que les implants gonflables en deux parties ou que les implants malléables.
La solution saline est pompée manuellement du réservoir vers les cylindres gonflables implantés dans les corps caverneux du pénis. Les cylindres gonflables remplacent le tissu érectile non fonctionnel ou qui était peu fonctionnel, produisant une érection. Le gland du pénis reste inchangé. Quatre-vingt-dix à quatre-vingt-quinze pour cent des prothèses gonflables produisent des érections adaptées aux rapports sexuels. Aux États-Unis, la prothèse gonflable a largement remplacé la malléable, en raison de sa longévité et de son taux de satisfaction de 80 à 90%.
Le premier prototype d’implant pénien gonflable, présenté en 1975 par Scott et ses collègues, était une prothèse en trois parties (une paire de cylindres, deux pompes et un réservoir de fluide). Depuis, l'implant pénien gonflable a subi de nombreuses modifications et améliorations concernant la fiabilité et la durabilité de l'appareil, y compris des changements dans les matériaux utilisés dans la fabrication des implants, en utilisant des revêtements hydrophiles et/ou antibiotiques pour réduire les taux d'infections. Les techniques chirurgicales utilisées pour l'implantation de prothèses péniennes se sont également améliorées avec l'évolution du dispositif. Les implants péniens gonflables ont été l'une des premières interventions en urologie où la technique chirurgicale « sans contact » a été introduite. Cela a considérablement réduit les taux d'infections post-opératoires.

#### Avantages des prothèses gonflables
- Faible taux d'échec mécanique : le plus souvent, les problèmes surviennent du fait de l'incapacité à dégonfler le pénis à cause d'une défaillance de la pompe ; le moins souvent, il s'agit de l'incapacité à gonfler la prothèse ; et, parfois, la déconnexion ou un problème du réservoir[20].
- Les prothèses péniennes gonflables sont facilement dissimulables sous les vêtements, y compris les maillots de bain ou les jeans[21].
- L'érection peut être maintenue aussi longtemps que nécessaire, ou aussi longtemps que désiré, sans aucune complication potentiellement grave.
- Bien-être psychologique et émotionnel accru chez les hommes qui acceptent la mise en place d’un implant. Certaines études indiquent un niveau élevé de satisfaction des patients, en partie attribuable à l'amélioration de la technologie de la prothèse elle-même. L'amélioration des techniques chirurgicales rend la procédure moins douloureuse et satisfait plus les attentes des patients[20],[22].
- Le gonflage de l'appareil peut être accompli en toute discrétion[7].

## Usage clinique

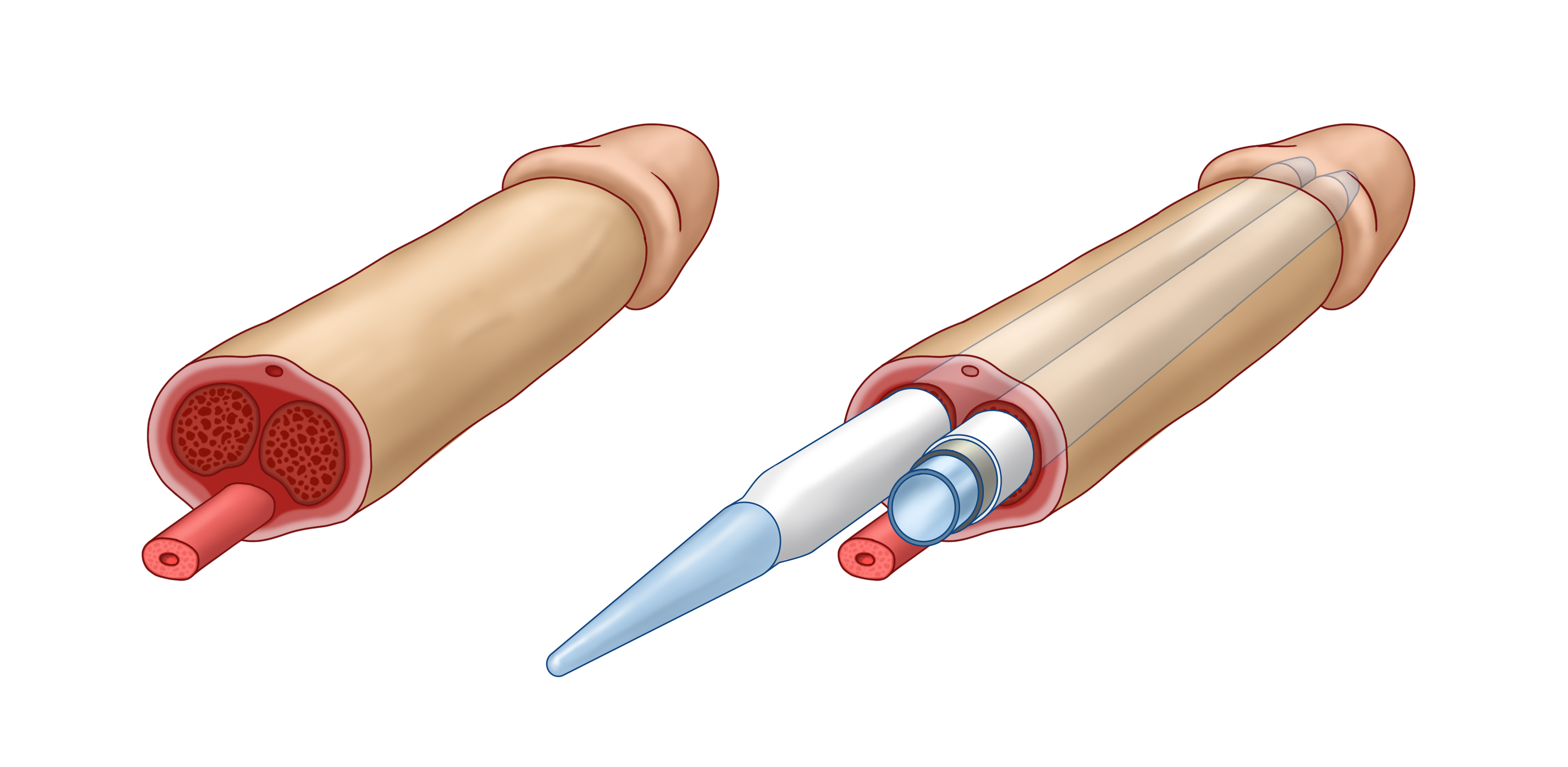
Implant pénien gonflabe inséré dans les corps caverneux du pénis

Simulation d'une érection avec un implant pénien

### Impuissance sexuelle
L’implant pénien est un dispositif implantable disponible pour les personnes incapables d'atteindre ou de maintenir une érection suffisante pour des rapports sexuels avec pénétration. L’implant pénien est principalement utilisé par des hommes présentant une dysfonction érectile d’origine vasculaire (maladies cardiovasculaires, hypertension artérielle), diabètique, du fait d’une anomalies congénitales, d’un traumatismes pelviens ou d’un accidents du pénis, d’une maladie de la Peyronie, ou une dysfonction érectile d’origine iatrogène comme la conséquence d’un traitement du cancer de la prostate.
Cet implant est généralement considéré comme plus invasif que les traitements médicaux tels que les médicaments par voie orale (inhibiteurs de la PDE5), les injections intra-caverneuses péniennes ou les dispositifs d'érection sous vide, appelé vacuum, qui peuvent fournir un résultat insatisfaisant, ou qui sont contre-indiqués. Ainsi, de nombreux médicaments utilisés pour traiter la dysfonction érectile ne sont pas adaptés pour les patients souffrant de problèmes cardiaques et/ou peuvent interférer avec d'autres médicaments.

### Déformation du pénis
Parfois, une prothèse pénienne est implantée au cours d’une chirurgie de modification, de construction ou de reconstruction du pénis, comme une phalloplastie. Le British Journal of Urology International rapporte que, contrairement à métaidoïoplastie pour la réassignation sexuelle des patients FtM, qui peut entraîner une taille normale de pénis, mais un diamètre étroit, la création d'un néophallus à l'aide d'un tissu musculaire de l'avant-bras par exemple, peut entraîner un volume plus important de pénis, qui permettra l'insertion de n'importe quel type de prothèse pénienne. Cette technique permet aux hommes victimes de traumatismes péniens, de mineurs à graves (ou même totalement émasculés) causés par des accidents, des abus d'enfants, des auto-mutilations ou les patients atteints de malformation du pénis, comme la maladie de La Peyronie, de bénéficier d'implantations de prothèses péniennes permettant les rapports sexuels.
Dans certains cas de chirurgies génitales reconstructives, l'implantation de prothèses semi-rigides est recommandée dans les trois mois après la phalloplastie, pour éviter la rétractation phallique. Elle peut être remplacée plus tard par un modèle gonflable.

### Réassignation sexuelle
Bien que différents modèles de prothèses péniennes aient été rapportés comme étant implantés après des procédures de phalloplastie, avec le premier cas décrit en 1978 par Pucket et Montie, les premiers implants péniens conçus et fabriqués spécifiquement pour la réaffectation sexuelle du sexe féminin à masculin ont été introduits en 2015 par Zephyr Surgical Implants. Des modèles malléables et gonflables sont disponibles. Ces implants ont une forme plus réaliste avec un gland ergonomique à l'extrémité de la prothèse. Le modèle gonflable a une pompe ressemblant à un testicule. La prothèse est implantée avec une fixation solide à l'os pubien. Un autre implant malléable plus fin est destiné à la métoidioplastie.

## Resultats

### Satisfaction
Le taux de satisfaction global avec les implants péniens atteint plus de 90%. Les résultats des questionnaires adressés aux patients et à leurs partenaires sont évalués pour obtenir les taux de satisfaction. Il a été démontré que l'implantation de prothèses péniennes gonflables apporte plus de satisfaction aux patients et aux partenaires que les thérapies médicamenteuses avec des inhibiteurs de la PDE5 ou des injections intracaverneuses. Les taux de satisfaction seraient plus élevés avec les implants gonflables que les malléables, mais il n'y a pas de différence entre les implants péniens en deux parties et en trois parties,. Les raisons les plus fréquentes d'insatisfaction sont la réduction de la longueur et de la circonférence du pénis, les attentes trop ambitieuses et les difficultés d'utilisation de l'appareil,. Il est donc essentiel de fournir aux patients et à leurs partenaires des informations et des instructions préopératoires détaillés.

### Correction de courbure
33% à 90% des patients atteints de la maladie de La Peyronie qui ont reçu un implant pénien gonflable ont vu la déformation de leur pénis corrigée. La courbure résiduelle après la pose d’un implant pénien nécessite généralement une correction peropératoire.

## Complications
La complication la plus courante associée à la pose d'implants péniens semble être l’infection avec des taux signalés de 1 à 3%. Des infections du site chirurgical et du dispositif sont signalées. Lorsque l'infection touche l'implant pénien lui-même, le retrait de l'implant est nécessaire ainsi que l'irrigation des cavités des corps caverneux avec des solutions antiseptiques. Dans ce scénario, la mise en place d'un implant flexible sans câble est nécessaire pour éviter une fibrose tissulaire et un raccourcissement du pénis. Le taux de chirurgies répétées ou de remplacements d'implants varie de 6% à 13%. Parmi les autres complications signalées, mentionnons la perforation du corps caverneux et de l'urètre (0,1 à 3%), survenant fréquemment chez les patients ayant une fibrose antérieure, l'érosion ou l'extrusion de la prothèse, le changement de la forme du gland, l'hématome, le raccourcissement de la longueur du pénis et le dysfonctionnement de l'implant pénien. En raison de l'amélioration continue des techniques chirurgicales et des modifications des implants, les taux de complications ont considérablement diminué au fil du temps.
Pour surmonter le raccourcissement du pénis postopératoire et augmenter la longueur perçue du pénis et la satisfaction du patient, des procédures de phalloplastie ventrale et dorsale en combinaison avec des implants péniens ont été décrites. Une glanulopexie modifiée a été proposée pour prévenir une déformation type «concorde» ainsi qu’une hypermobilité glandulaire qui sont des complications possibles des implants péniens. Des techniques de glissement dans lesquelles le pénis est coupé et allongé avec des implants péniens ont été réalisées en cas de raccourcissement pénien sévère. Cependant, ces techniques présentaient des taux de complications élevés et sont actuellement évitées.

## Inconvénients des prothèses péniennes
- Le gland ne grossit pas et la pénétration sexuelle peut être gênante[31]. Le pénis peut aussi ne pas être aussi ferme qu'une érection naturelle.
- Certains modèles ne se dégonflent pas facilement; une certaine dextérité manuelle est requise pour faire fonctionner les modèles gonflables, ce qui les rend inappropriés pour les hommes avec troubles neurologiques comme les AVC ou la maladie de Parkinson[32],[33].
- Le pénis ne peut pas être complètement flasque, selon le modèle de prothèse (le plus souvent pour les implants semi-rigides ou malléables)[31].
- Beaucoup d'hommes perdent entre 1 cm à 2 cm de longueur[34].
- Après la chirurgie, les patients éprouvent une douleur modérée pendant deux semaines, ou parfois une douleur sévère, généralement contrôlée par des analgésiques. C'est le plus souvent dû à un gonflement du scrotum, qui peut être assez profond. Des rapports sexuels normaux peuvent être réalisés après six à huit semaines après l'opération, après autorisation du chirurgien[35].
- Certaines études indiquent un taux de satisfaction du partenaire est de 70 % ou moins, en raison d'attentes déraisonnables. De nombreux chirurgiens recommandent maintenant que les deux partenaires soient conseillés en phase pré-opératoire concernant les résultats et les attentes.
- Le gonflage des appareils n'est pas instantané[7].
- La stimulation manuelle peut être douloureuse.
- Il y a un taux de complication de 2 à 10 %, principalement en raison d'une infection ou d'une défaillance mécanique du dispositif. Les complications comprennent : un saignement incontrôlé après la chirurgie qui peut conduire à un hématome important et à une ré-opération, la formation de tissu cicatriciel, une érosion (tissu autour de l'implant qui peut se décomposer) nécessitant une ablation de l’implant ou une panne mécanique conduisant à une ré-opération appelée «révision»[20].